# Nicola Righetti
Nicola Righetti (San Mauro Marchesato, 23 dicembre 1646 – Martirano, tra il 2 e il 31 marzo 1711) è stato un vescovo cattolico italiano.

## Biografia
Nacque a San Mauro Marchesato, nell'arcidiocesi di Santa Severina, il 23 dicembre 1646.
Ordinato presbitero in data ignota, conseguì la laurea in utroque iure alla Sapienza di Roma nel 1675 e fu lettore in legge presso la stessa università. Fu anche esaminatore sinodale per l'abbazia di Farfa.
Il 19 febbraio 1703 papa Clemente XI lo nominò vescovo della diocesi di Martirano.
Nel 1707 elevò a parrocchia la chiesa di San Bernardo di Decollatura, considerata la Chiesa madre del paese; nello stesso anno presentò alla Congregazione del Concilio una relazione ad limina apostolorum sulla situazione economica e sociale in cui versava all'epoca il territorio martiranese.
Morì a Martirano nel marzo 1711.